# Pamphobeteus ferox
Pamphobeteus ferox là một loài nhện trong họ Theraphosidae.
Loài này thuộc chi Pamphobeteus. Pamphobeteus ferox được miêu tả năm 1875 bởi Ausserer.